# Chemik Police
Chemik Police – wielosekcyjny polski klub sportowy z siedzibą w Policach.

## Historia klubu
Klub powstał 1 stycznia 1968 roku po przekształceniu KS Promień Police. Początkowo składał się z czterech sekcji:
- podnoszenia ciężarów
- żeglarskiej
- szachowej
- piłki nożnej

i zrzeszał głównie pracowników Zakładów Chemicznych "Police". 
W późniejszych latach powstały sekcje:
- kolarska
- łucznicza
- piłki siatkowej

## Sekcja piłki nożnej

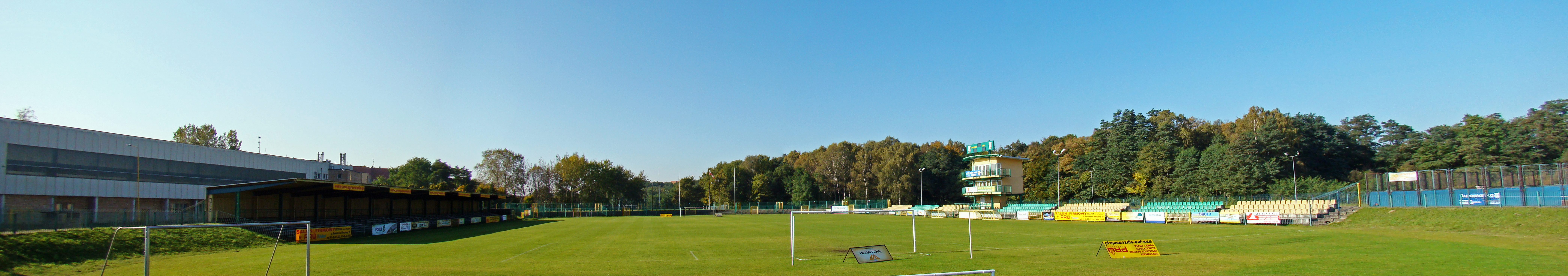
Stadion Miejski w Policach

Drużyna Chemika rozpoczęła rozgrywki od klasy A. W sezonie 1968/69 zdobyła mistrzostwo tego szczebla rozgrywek i awansowała do klasy wojewódzkiej. Kolejny awans - do klasy okręgowej - nastąpił w sezonie 1978/79. Do III ligi Chemik awansował w sezonie 1981/82. Zaledwie po jednym sezonie gry w III lidze (1982/83) drużyna awansowała do II ligi, w której występowała do końca sezonu 1984/1985. Po raz drugi piłkarze Chemika awansowali na zaplecze ekstraklasy w sezonie 1987/88, jednak ich pobyt w II lidze trwał jedynie 30 spotkań sezonu 1988/1989. Kolejny awans do II ligi drużyna z Polic zanotowała w sezonie 1990/91 a występy pod nazwą Polger Police objęły dwa sezony: 1991/92 i 1992/93. Po spadku do III ligi drużyna powróciła do poprzedniej nazwy. Po raz ostatni świętowano w Policach awans do II ligi w 1995 roku. Tym razem Żółto-Zieloni grali w II lidze przez trzy sezony, w latach 1995-1998, i jest to najdłuższy okres ciągłej gry policzan w tej klasie. W sezonie 1996/97 drużyna zanotowała również swój największy sukces - zajęcie 10. miejsca. Po spadku do III ligi jeszcze tylko jeden sezon (1998/1999) klub nosił nazwę Chemik Police.
Kolejne sezony:
- III liga 1999/2000-2000/01: Pomerania Police (fuzja z KP Odra Szczecin)
- III liga 2001/02-2002/03: Klub Piłkarski Police
- IV liga 2003/04-2004/05: Klub Piłkarski Police
- III liga 2005/06-2007/08: Klub Piłkarski Police
- od sezonu 2008/09: Klub Piłkarski Chemik Police

## Kobieca sekcja siatkarska
PSPS Chemik Police - kobieca drużyna siatkarska będąca sekcją siatkówki klubu sportowego Chemik Police.